# David Humanes Muñoz
David Humanes Muñoz (Arahal, Sevilla, 13 de noviembre de 1996) es un futbolista español que juega en la demarcación de defensa para el Inter Club d'Escaldes de la Primera División de Andorra.

## Trayectoria
Es un jugador formado en los clubes de su localidad natal, el C. D. Arahelense y Arahal Balompié. En 2018 firmó por el Club Deportivo Alcalá de la Tercera División para ponerse a las órdenes de David Campaña Piquer.
El 15 de febrero de 2019 firmó un contrato por tres temporadas con el Slavia Sofía con el que debutaría en la Primera Liga de Bulgaria, un club que contaba con siete ligas y ocho copas y que ocupaba la décima posición de la tabla clasificatoria con 24 puntos. En la Primera Liga de Bulgaria disputaría 11 partidos en su primera temporada tras incorporarse a finales de la temporada.
En la primera parte de la temporada 2019-20 disputó 4 partidos con el Slavia Sofía.
El 21 de enero de 2020 abandonó el conjunto búlgaro y firmó un contrato por el Academica Clinceni de la Liga I rumana hasta el 30 de junio de 2023. Sin embargo, al término de la temporada se marchó al F. C. Ararat-Armenia, donde coincidiría nuevamente con David Campaña.
A finales de agosto de 2021 regresó al fútbol español para jugar en el Antequera C. F. Estuvo tres temporadas en las que jugó más de setenta encuentros y logró un ascenso a Primera Federación. Entonces se marchó a India y en septiembre de 2024 firmó por el Inter Kashi F. C.
En julio de 2025 se unió al Inter Club d'Escaldes.

## Clubes
| Club                  | País     | Año       |
| --------------------- | -------- | --------- |
| C. D. Arahelense      | España   | 2016-2017 |
| Arahal Balompié       | España   | 2017-2018 |
| U. D. Morón C. F.     | España   | 2017-2018 |
| C. D. Alcalá          | España   | 2018-2019 |
| Slavia Sofia          | Bulgaria | 2019      |
| Academica Clinceni    | Rumania  | 2020      |
| F. C. Ararat-Armenia  | Armenia  | 2020-2021 |
| Antequera C. F.       | España   | 2021-2024 |
| Inter Kashi F. C.     | India    | 2024-2025 |
| Inter Club d'Escaldes | Andorra  | 2025-     |